# Valderrábano (Palencia)
Valderrábano ist ein Ort und eine nordspanische Gemeinde (municipio) mit 47 Einwohnern (Stand: 2024) in der Provinz Palencia der Autonomen Gemeinschaft Kastilien-León. Neben dem Hauptort Valderrábano gehört die Ortschaft Valles de Valdavia zur Gemeinde.

## Lage und Klima
Valderrábano liegt in der altkastilischen Meseta in einer Höhe von ca. 975 m. Die Provinzhauptstadt Palencia befindet sich gut 80 km (Fahrtstrecke) südsüdöstlich. Das Klima im Winter ist kühl, im Sommer dagegen trotz der Höhenlage gemäßigt bis warm; Niederschläge (ca. 659 mm/Jahr) fallen überwiegend im Winterhalbjahr.

## Bevölkerungsentwicklung
| Jahr      | 1970 | 1981 | 1991 | 2001 | 2011 | 2021 |
| Einwohner | 198  | 145  | 125  | 77   | 62   | 48   |

## Sehenswürdigkeiten

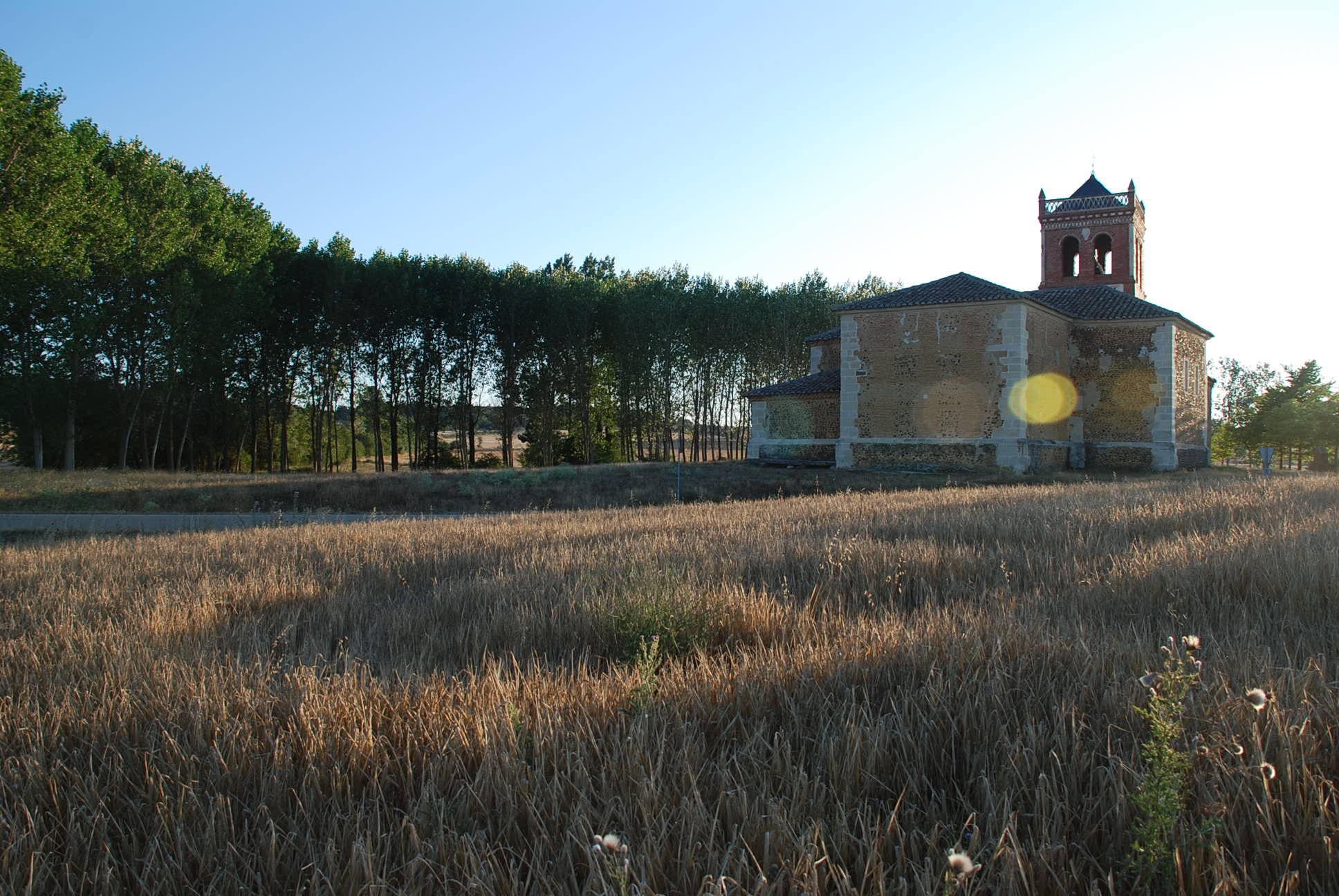
Burgreste
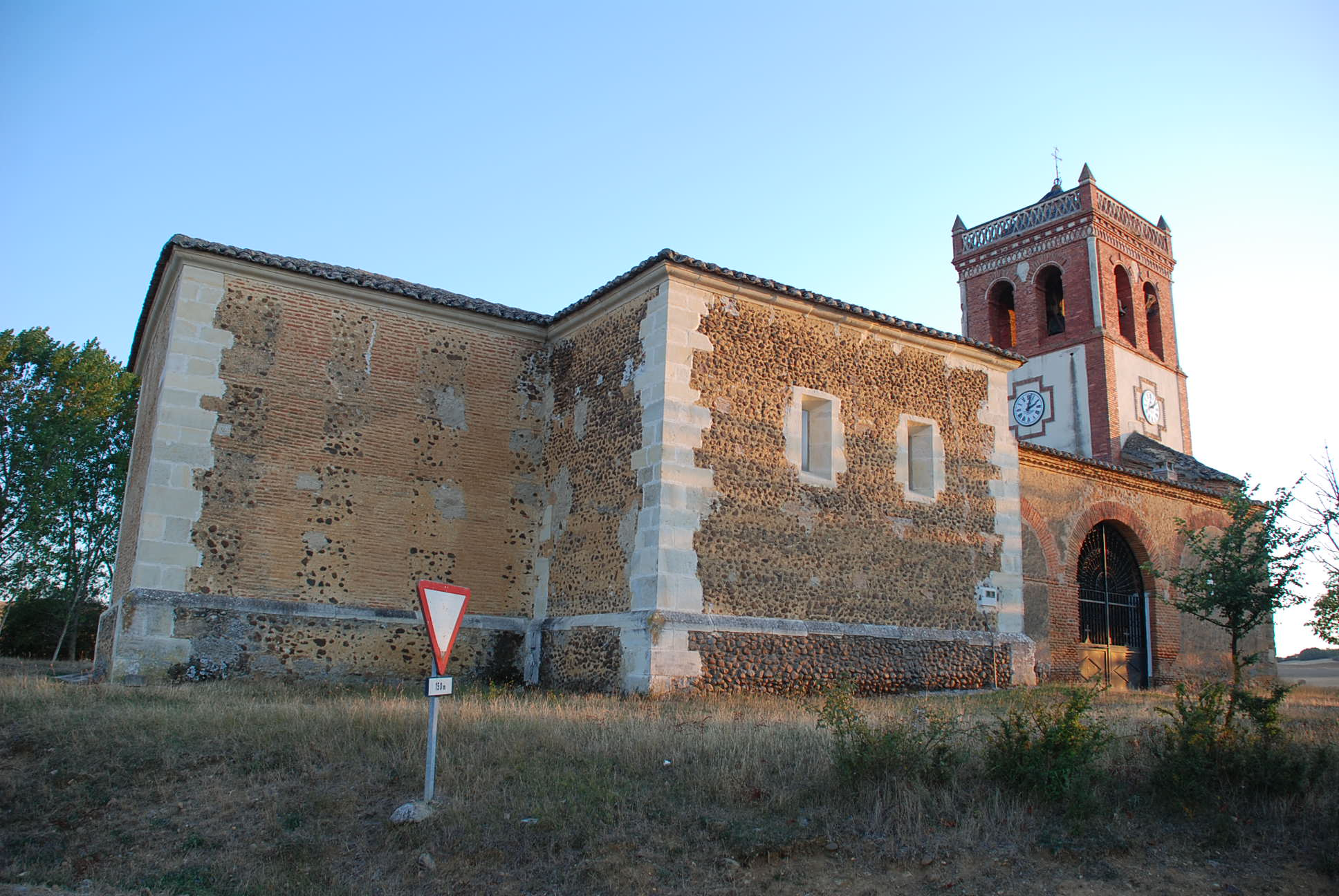
Cäcilienkirche
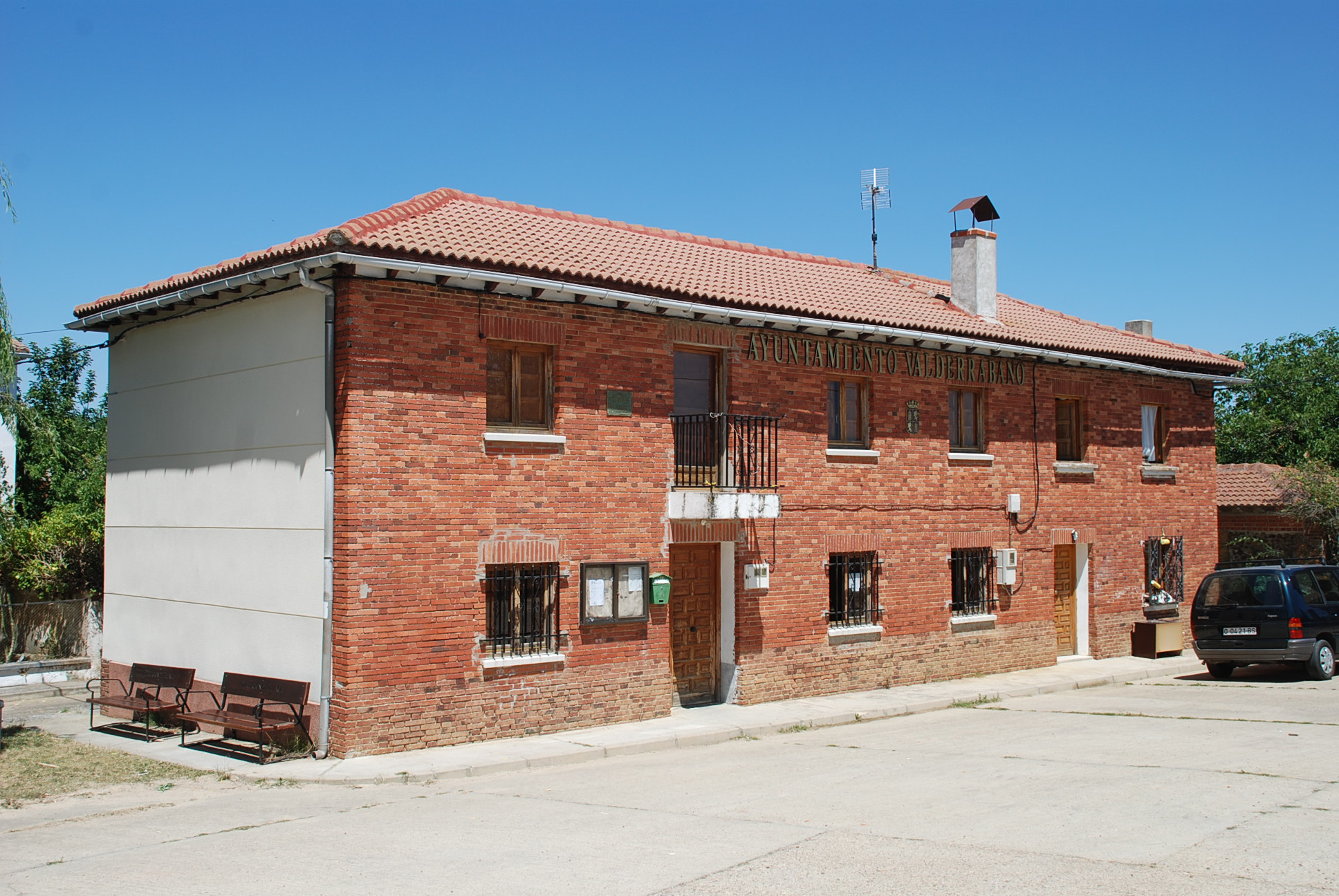
Rathaus

- Burgreste
- Cäcilienkirche
- Rathaus